# 민스미트 작전 (영화)
《민스미트 작전》(Operation Mincemeat)은 2021년 영국의 전쟁 영화로, 제2차 세계대전 때 시칠리아 상륙을 위해 영국군이 수행한 첩보작전, 일명 '민스미트 작전'을 극화한 영화이다. 역사가 벤 매킨타이어가 저술한 동명 저서를 바탕으로 했으며, 존 매든 감독이 연출하고 미셸 애슈퍼드가 각본을 썼다. 그리고 콜린 퍼스와 매슈 맥페이든이 두 주인공 유언 몬터규와 찰스 첨리를 연기했다.
이 영화는 2021년 오스트레일리아의 영국영화제에서 초연되었으며 영국에서는 2022년 4월 15일 워너 브라더스 픽처스에 의해 개봉되었다. 북아메리카와 라틴아메리카 국가들에서는 2022년 5월 11일 넷플릭스에서 개봉되었다.

## 줄거리
제2차 세계 대전 중반, 영국은 연합군의 시칠리아 상륙 작전을 준비하고 있었다. 하지만 시칠리아는 독일군에게 뻔한 공격 목표였고, 이에 영국 해군 정보국은 독일군을 속여 다른 지역을 공격하게 만들 작전을 고안한다. 그 작전의 핵심은 가짜 정보를 담은 서류를 시신에 싣고 해안가에 떠내려 보내는 것이었다. 
유대인 변호사 출신인 이븐 몬태규 중령은 이 작전의 책임자로 임명되고, 그의 비서 헤스터 레겟과 함께 작전을 준비한다. 몬태규는 노숙자 글린드워 마이클의 시신을 이용해 가짜 해병 소령 '윌리엄 마틴'을 만들고, 그의 신분과 배경을 꾸며낸다. 사무실의 과부 비서 진 레슬리는 마틴의 가짜 약혼녀 ‘팸’의 사진 제공을 자원한다. 몬태규와 진은 서로에게 호감을 느끼지만, 몬태규의 동료인 찰스 촐몬들리 또한 진에게 마음을 품으면서 갈등이 생긴다.
작전은 순조롭게 진행되는 듯했지만, 마이클의 누나가 시신을 찾으러 오거나 독일군 내 반히틀러 세력이 작전의 진위를 확인하려 하는 등 여러 변수가 발생한다. 게다가 촐몬들리는 몬태규의 형이 소련 스파이라는 의심을 받아 그를 감시하라는 지시를 받는다. 촐몬들리는 자신의 전사한 동생 유해를 찾는 대가로 몬태규를 감시하는 데 동의한다.
마침내 마틴의 시신은 잠수함에 실려 스페인 해안에 투척되고, 독일군은 거짓 정보에 속아 그리스를 방어하는 데 전력을 쏟는다. 독일군이 가짜 정보를 입수했다는 증거가 나타나자, 작전팀은 기뻐한다. 이후 연합군은 시칠리아에 상륙하여 성공적인 결과를 거둔다.
작전이 성공적으로 마무리된 후, 촐몬들리는 자신의 동생 유해를 받은 사실을 고백하고, 몬태규는 촐몬들리에게 화해의 술잔을 제안한다. 영화는 몬태규가 전쟁 후 아내와 재회하고, 진은 군인과 결혼하며, 헤스터는 계속해서 비밀 부서에서 일하고, 촐몬들리는 MI5에서 근무하다 결혼해 세계를 여행하는 것으로 마무리된다. 글린드워 마이클의 실제 정체는 1997년에 밝혀졌다.

## 출연
- 콜린 퍼스 - 유언 몬터규 역
- 매슈 맥페이든 - 찰스 첨리 역
- 켈리 맥도널드 - 진 레슬리 역
- 퍼넬러피 윌턴 - 헤스터 레깃 역
- 조니 플린 - 이언 플레밍 역
- 제이슨 아이작스 - 존 고드프리 역
- 사이먼 러셀 빌 - 윈스턴 처칠 역
- 폴 리터 - 벤틀리 퍼체이스 역
- 마크 게이티스 - 아이버 몬터규 역
- 니컬러스 로 - 데이비드 에인즈워스 역
- 윌 킨 - 샐버도어 고메즈비어 역
- 알렉산더 바이어 - 카를 쿨렌탈 역
- 론 맥페이든 - 로저 디어본 역
- 해티 모러핸 - 아이리스 몬터규 역
- 알렉스 제닝스 - 존 매스터먼 역
- 마크 보너 - 존 호스폴 역
- 개브리엘 크리비 - 도리스 마이클 역
- 루비 벤틀 - 코니 뷰크스 역
- 제임스 플리트 - 찰스 프레이저스미스 역
- 니코 번바움 - 알렉시스 폰 로엔 역
- 마르쿠스 폰 링겐 - 아돌프 클라우스 역
- 존조 오닐 - 테디 역